# Ребевельє
Ребевельє (фр. Rebévelier) — громада  в Швейцарії в кантоні Берн, адміністративний округ Бернська Юра.

## Географія
Громада розташована на відстані близько 45 км на північний захід від Берна.
Ребевельє має площу 3,6 км², з яких на 0,6% дозволяється будівництво (житлове та будівництво доріг), 59,9% використовуються в сільськогосподарських цілях, 39,5% зайнято лісами, 0% не є продуктивними (річки, льодовики або гори).

## Демографія
2019 року в громаді мешкало 42 особи (-10,6% порівняно з 2010 роком), іноземців було 2,4%. Густота населення становила 12 осіб/км².
За віковим діапазоном населення розподілялося таким чином: 26,2% — особи молодші 20 років, 47,6% — особи у віці 20—64 років, 26,2% — особи у віці 65 років та старші. Було 16 помешкань (у середньому 2,6 особи в помешканні).